# Trần Đức Cường
Trần Đức Cường (Nghe An, Vietnam, 20 de mayo de 1985) es un exfutbolista de Vietnam que jugaba en la posición de guardameta.

## Carrera

### Club
| Periodo   | Club               | Apariciones | Goles |
| --------- | ------------------ | ----------- | ----- |
| 2000-2002 | Sông Lam Nghệ An   | 3           | 0     |
| 2003-2011 | SHB Đà Nẵng        | 5           | 0     |
| 2011–2012 | Hòa Phát Hà Nội    | 7           | 0     |
| 2012      | Hà Nội             | 7           | 0     |
| 2013      | Becamex Bình Dương | 9           | 0     |
| 2014–2015 | Sông Lam Nghệ An   | 18          | 0     |
| 2016–2022 | Becamex Bình Dương | 56          | 0     |

### Selección nacional
Jugó para Vietnam en tres ocasiones de 2003 a 2010, participó en la Copa Asiática 2007 y en los Juegos Asiáticos de 2006.

## Logros

### Club
Sông Lam Nghệ An
- V.League 1: 2000–01
- Vietnamese National Cup: 2002
- Vietnamese Super Cup: 2000, 2001, 2002

SHB Đà Nẵng
- V.League 1: 2009
- Vietnamese National Cup: 2009

Becamex Bình Dương
- Vietnamese National Cup: 2018
- Vietnamese Super Cup: 2016; Runner-up 2019

### Selección nacional
- AFF Championship: 2008